# La vita ingenua
La vita ingenua è un romanzo autobiografico di Vittorio Gorresio, pubblicato nel 1980 e vincitore del Premio Strega lo stesso anno.

## Contenuto
Il libro, autobiografico, è organizzato in sette parti:
- Lettere da Cuneo
- Lettere famigliari[2]
- Lettere dall'Italia
- Lettere africane
- Lettere dall'anteguerra
- Lettere dalla guerra
- Lettere dal dopoguerra

In ciascuna parte sono narrate vicende personali e attinenti a persone realmente esistite, con cui l'Autore si è relazionato. Sono citati moltissimi documenti scritti, di cui spesso la trascrizione è integrale.
Nella prima parte, Lettere da Cuneo, l'autore evoca la sua prima infanzia in questa città, dove è nato nel 1910. La Prima guerra mondiale è il lunghissimo evento intorno a cui ruotano i pensieri e le emozioni del bambino, dei suoi fratelli, della mamma e dei nonni, di molte persone variamente legate alla famiglia. Il padre, ufficiale per radicate tradizioni familiari, scrive dal fronte, invia oggetti e a volte torna in breve licenza. L'autore è l'ultimo di tre figli e i suoi primi anni di scuola si svolgono casualmente proprio in concomitanza con l'evento bellico. Le figure più rappresentative sono la nonna materna, detta nonnina, benefattrice della piccola città, e la nonna paterna, detta nounou, già in passato infermiera nella Guerra italo-turca, avendo come superiora la duchessa Elena d'Orléans.
La seconda parte è una rievocazione di molti antenati di entrambi i genitori, vissuti nella zona di Cuneo e in Savoia, terra d'origine della nonna paterna. Quasi tutti i maschi delle due famiglie servirono negli eserciti del Piemonte come ufficiali, ebbero una vita molto onorevole. Alcuni di questi parenti ebbero ruoli di grande rilievo presso Casa Savoia, come fu per i fratelli Giovanni e Giacomo Durando, insigniti dell'Ordine supremo della Santissima Annunziata. Ma nelle genealogie ci furono anche ecclesiastici di santa vita e proposti per la beatificazione, raggiunta dal terzo fratello dei Durando, Marcantonio.
Nella terza parte, terminata la guerra, la famiglia è trasferita a Napoli e il padre, ufficiale di carriera, viene assegnato all'istruzione del principe ereditario Umberto di Savoia. I ragazzi Gorresio frequentano il ginnasio e poi il liceo e nasce anche un quarto figlio, Paolo. L'esperienza fascista tocca a malapena l'ambiente familiare. Al termine del liceo, Vittorio Gorresio desidera fare il giornalista e trova lavoro, ma asseconda il desiderio dei genitori di diventare ufficiale all'Accademia militare di Modena. Si laurea anche in Giurisprudenza. Con il trascorrere degli anni e la frequentazione di vari intellettuali, quali Mario Missiroli, si rende conto che il suo modo di fare giornalismo infastidisce Mussolini ed è apprezzato da Galeazzo Ciano. Per questa ragione e grazie al suo stato di ufficiale, viene mandato alla Guerra d'Etiopia in qualità di addetto stampa.
L'arrivo di Gorresio in Africa avvenne quando la guerra era ufficialmente conclusa. Restavano da compiere alcune azioni definite di pacificazione, in realtà di polizia, come la cattura di uomini o bande ostili all'occupazione. La più importante operazione fu l'inseguimento e quindi la cattura di ras Immirù, che si arrese e venne inviato al confino in Italia. Munito di un vademecum per i giornalisti emanato dal governo, Gorresio seguì tutta la faccenda, percorrendo con le truppe italiane il Paese da est a ovest e poi fino a Mogadiscio. Nonostante l'attinenza alle regole del vademecum, assai restrittive e talora assurde, Gorresio non piacque ancora una volta come giornalista e fu richiamato a Roma.
Tornato in Italia nel 1938, Gorresio fu collocato da Missiroli in varie testate giornalistiche e contribuì a fondarne altre. Le disposizioni sulla stampa erano sempre più riduttive, ma aumentava il numero degli intellettuali dissidenti con cui Gorresio si relazionava: Leo Longanesi, Mario Pannunzio, Corrado Alvaro. La guerra sembrò un evento remoto, finché non avvenne all'improvviso la dichiarazione del 10 giugno 1940. Eppure, a detta dello scrittore, l'Italia si trastullò in una sorta di inconsapevolezza fino alla partenza delle truppe per la Campagna italiana di Russia. Mobilitati sin dall'inizio, i due fratelli di Gorresio, Umberto e Paolo, furono inviati sul fronte orientale e il padre, ormai generale, assisté alle partenze delle divisioni militari inviate tanto lontano.
Dato che Gorresio guadagnava in solidarietà con i dissidenti, ma continuava ad incorrere nel biasimo delle autorità e non veniva apertamente perseguito grazie alle posizioni di padre e fratelli, alla partenza di Paolo e Umberto per la Russia, gli fu consigliato di arruolarsi a sua volta. Gli toccò una permanenza a Zara, dove trovò una situazione molto ingarbugliata da ostilità gravissime e diffuse, che non davano l'idea di una guerra aperta, ma erano piene di massacri, vendette, rapine e fucilazioni. Si adoperò a raccogliere lettere di soldati alle famiglie e di interpretarne lo stato d'animo, rendendo testimonianza di un substrato feroce e venale. Ancora una volta richiamato in Italia, passò i mesi a seguire la caotica situazione, dalla caduta di Mussolini all'armistizio e all'occupazione di Roma da parte dei nazisti. Dal fronte orientale erano rientrate le truppe sconfitte, ma dei fratelli di Gorresio nulla si sapeva.
Durante l'occupazione tedesca di Roma, tutti i giornalisti dissidenti riuscirono a pubblicare e ad esortare la popolazione alla resistenza. La liberazione avvenne quasi senza preavviso e, nel frattempo, crimini orrendi erano stati perpetrati. Restava inoltre la questione della monarchia: allorché si arrivò al referendum istituzionale del 1946, Gorresio colse una serie di notizie contraddittorie e false, ma pensava che la monarchia avrebbe retto. Non fu così e il padre di Gorresio dovette accomiatarsi dal re, cui aveva fatto da istruttore in passato. Furono anche tutti ricevuti in udienza privata da Pio XII. Nell'occasione, Umberto II riuscì a trasmettere un messaggio a Gorresio padre che, saputolo interpretare, trovò finalmente notizie dei due figlioli Umberto e Paolo. Erano entrambi periti sul fronte russo e non mancavano precise testimonianze. La comunicazione di questi lutti fu partecipata prima alla moglie, poi i genitori chiamarono Vittorio e la sorella Giulia e ciascuno parlò in privato, il padre al figlio e la madre alla figlia. Poi ognuno si ritirò per piangere in privato.
I Gorresio erano vissuti sotto l'autorità dei Savoia per secoli: forse non erano abbastanza antifascisti, con l'eccezione dell'irrequieto Vittorio, ma in prevalenza erano monarchici e conterranei dei loro re. La perdita politica, il gravissimo lutto così a lungo taciuto dalle autorità militari, il fatto che l'Italia si trovasse ormai sotto l'influenza di eserciti stranieri, era per l'anziano generale Gorresio la perdita di una vita. E il più giovane Gorresio si congeda, interrogandosi su cosa sarebbe stata la sua, di vita.

## Edizioni
- Vittorio Gorresio, La vita ingenua, Rizzoli, Milano 1980
- Vittorio Gorresio, La vita ingenua, Prefazione di Massimo Onofri, UTET, Torino 2007